# Petit meslier
De petit meslier is een druivenras (Latijn: Vitis vinifera) dat ook in de assemblage van champagne mag worden gebruikt. Het is een zelden aangeplante wijnstok. De wijn van petit meslier heeft een droge en aan appels herinnerende smaak.
Het champagnehuis Aubry in Jouy-les-Reims maakt een champagne van petit meslier, arbane en pinot blanc, drie zelden gebruikte druivenrassen.
De oude druivenrassen zoals de petit meslier worden in de verschillende landen en streken met verschillende namen aangeduid. Hier zijn de synoniemen arbonne, barnay, bernais, bernet, crêne, co de France, feuille d´Ozerolle, hennequin, lepine, maillé, mayé, melier, mélié, meslier de Champagne, petit meslier doré, petit meslier à queue rouge, meslier vert, meslier petit, mornain blanc, orbois, queue rouge en Saint Lye bekend.
Onderzoek naar het DNA van de petit meslier en andere druiven toonde aan dat de petit meslier net als de Aubin Blanc het resultaat is van een kruising tussen twee rassen, de gouais blanc en de savagnin. Gouais blanc bracht door veredeling de populaire chardonnay en aubin vert voort. De savagnin is een druif die in de Jura wordt aangeplant en daar voor de fabricage van de karakteristieke vin jaune wordt gebruikt. Die savagnin is een lid van de grote familie van de traminer waar ook de bekendere gewürztraminer toe behoort.Ook de in Zwitserland aangeplante Amigne is genetisch aantoonbaar verwant met de petit meslier.